# Utriggare

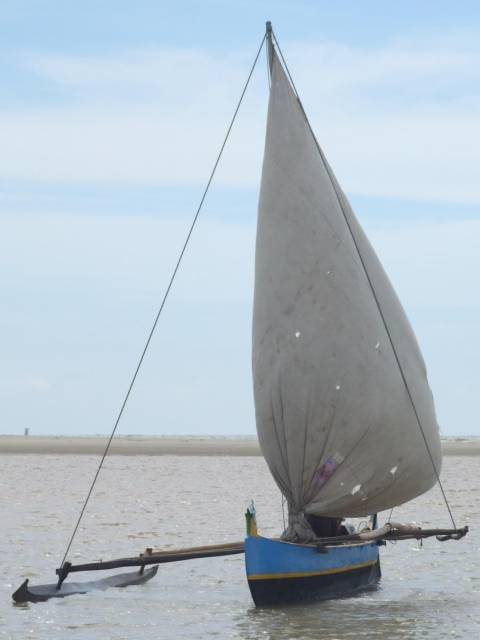
Pirog med utriggare

Utriggare benämns en farkost med en ponton för att stabilisera farkosten i dess bredd, den egentliga utriggaren monteras parallellt med huvudskrovet. Utriggaren kan bestå av en långsmal ponton eller av trä formad kropp. Utriggare har använts av olika folkslag värden över för farkoster som seglas eller paddlas såsom i Indonesien, Polynesien, Stilla havet. Utriggare kallas även de "armar" man kan se på amerikanska fiskebåtar. I dessa hänger tyngder som sänks ner i vattnet, och man får då en bättre stabilitet i båten.
- Utriggare kan även vara ett beslag för årorna i en roddbåt för tävlingsrodd [1]

## Fotnoter
1. ↑  Nautisk Uppslagsbok Bengt O Hult